# Gmina Czorsztyn
Die Gmina Czorsztyn (anhörenⓘ) ist eine Landgemeinde im Powiat Nowotarski der Woiwodschaft Kleinpolen in Polen. Ihr Sitz ist das Dorf Maniowy mit 2400 Einwohnern, namensgebend ist der Ort Czorsztyn mit etwa 400 Einwohnern.

## Geographie
Die Gemeinde liegt zwischen den Pieninen und Gorce am Czorsztyn-Stausee, der durch Aufstauen des Dunajec entstanden ist.
Die Landgemeinde grenzt im Süden an die Slowakei.

## Geschichte
In den Jahren 1969 bis 1996 wurde etwas südlich bei der Burg Niedzica eine 56 m hohe Talsperre und ein Wasserkraftwerk am Dunajec-Fluss errichtet. Es entstand der Czorsztyn-Stausee. Das Dorf Czorsztyn verschwand unter der Wasseroberfläche, eine neue Siedlung wurde in der Nähe erbaut.

## Sehenswürdigkeiten
- Burg Czorsztyn
- Staudamm

## Gliederung
Zur Landgemeinde (gmina wiejska) Czorsztyn gehören sieben Dörfer mit einem Schulzenamt (sołectwo):
Czorsztyn, Huba, Kluszkowce, Maniowy, Mizerna, Sromowce Niżne, Sromowce Wyżne.